# HD 25425
HD 25425，又名BD+65 391，SAO 13015、HR 1248，是一颗恒星，视星等为6.17，位于銀經141.38，銀緯9.91，其B1900.0坐标为赤經3h 57m 17.3s，赤緯+65° 9.91′ 50″。